# 피자 타워
《피자 타워》는 tour de pizza가 제작한 2023년 플랫폼 게임이다. 마이크로소프트 윈도우 플랫폼으로 제작돼 2023년 1월 26일 출시됐다.
피자 전문 요리사 페피노 스파게티가 주인공으로, 그가 소유한 피체리아를 파괴하려는 피자페이스를 막기위해 '피자 타워'로 모험을 떠나는 내용을 다뤘다. 스테이지 내에서 빠른 이동과 다양한 공격기술을 활용해 아이템을 수집하고 득점을 올리는 것이 게임플레이의 주목표이다. 1990년대 게임들에서 영감을 받았으며 《와리오 랜드》, 《재즈 잭래빗》, 《메트로이드》에 영향을 받았다.

## 개발
《피자 타워》는 개발사 투어 드 피자의 한 개발자 맥피그(McPig)가 이전에 자기 식당 안의 피자 악마를 물리치는 미치광이 요리사에 대한 공포만화에 대해 상상한 것이 게임 제작에 영향을 줬다. 그는 《겁쟁이 강아지 커리지》에서 영향을 받았다고 했다.

## 참조

### 주해
1. ↑  영어: Pizza Tower